# Ibis hagedash
Bostrychia hagedash
Espèce
Statut de conservation UICN

 LC  : Préoccupation mineure
Statut CITES
Répartition géographique
L’Ibis hagedash (Bostrychia hagedash) est une espèce de grand ibis brun de la famille des Threskiornithidae. Anciennement, il était appelé Hagedashia hagedash et on lui reconnaissait déjà des sous-espèces.

## Description
Il est grand et d’une longueur un peu variable de 68 à 90 cm. Le bec est noir avec la base rouge sombre,. La face possède une partie nue noire. Les pattes et les pieds sont également noirs. L’iris est rouge. Le plumage est brun cendré sur la couronne et les joues, passant au vert olive sur le manteau, les scapulaires, et le dos. Du vert métallique, du bleu sombre sont aussi présents sur certaines plumes de couverture des ailes. Une bande blanche forme une sorte de moustache au-dessous de l'œil. La gorge ainsi que le reste du dessous sont brun cendré. 2 ou 3 œufs sont pondus d’une couleur chamois grisâtre fortement tacheté de brun rougeâtre et ce dans un nid proche d’un cours d’eau.

## Alimentation
Il se nourrit principalement de vers de terre, qu'il attrape en utilisant son grand bec pour sonder le sol. Il mange également des insectes plus gros, comme des criquets, des araignées ou des vertébrés comme de petits lézards. Cet oiseau aime également les escargots et se nourrit sur les pelouses entourant les maisons. Généralement, c'est un oiseau qui s'alimente sur les zones marécageuses ou vaseuses.

## Voix
L'ibis hagedash a un cri distinctif très fort, qui porte, et caractéristique (haa-haa-haa-de-dah) (ou haan-haan-haan-de-dah !) qui peut être entendu lorsque l'oiseau vole ou est surpris. Plus rarement un fort cri d'alerte (HAAA) peut être entendu.

## Répartition et habitat
L'Ibis hagedash peut être trouvé dans les grandes prairies, la savane et les forêts tropicales du Soudan, Éthiopie, Sénégal, Ouganda, Tanzanie, Gabon, Zaire, Cameroun, Gambie, Kenya, Somalie, Botswana et Afrique du Sud, mais aussi dans les parcs et grand jardins urbains.

## Population et conservation
Très répandu dans une large région, l'ibis hagedash est évalué LC (préoccupation mineure) par l'UICN.

## Sous-espèces
D'après la classification de référence (version 14.1, 2024) de l'Union internationale des ornithologues, l'Ibis malgache possède 3 sous-espèces (ordre philogénique) :
- Bostrychia hagedash nilotica (Neumann, 1909) ;
- Bostrychia hagedash brevirostris (Reichenow, 1907) ;
- Bostrychia hagedash hagedash (Latham, 1790).

## Galerie

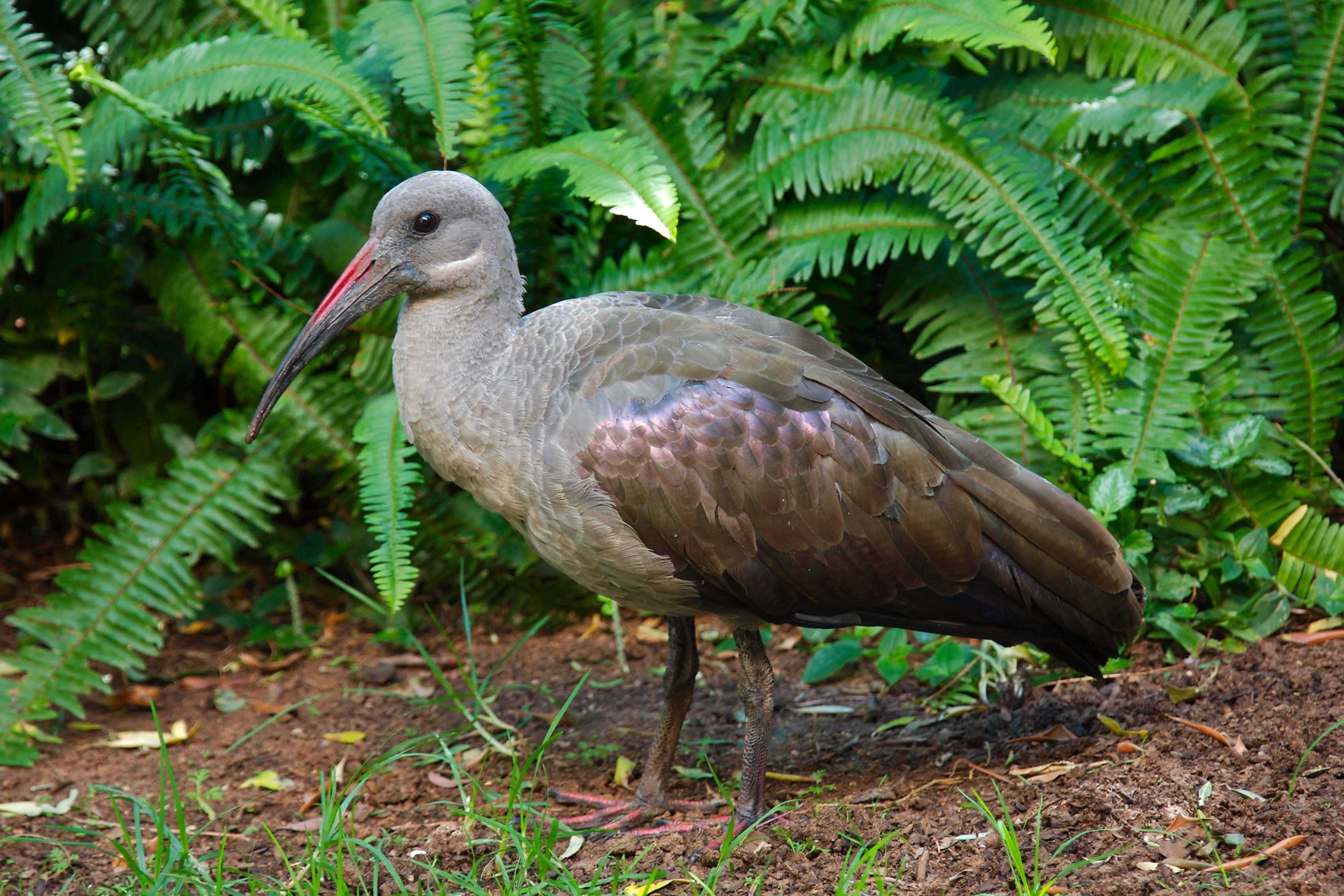
Johannesburg, Afrique du Sud
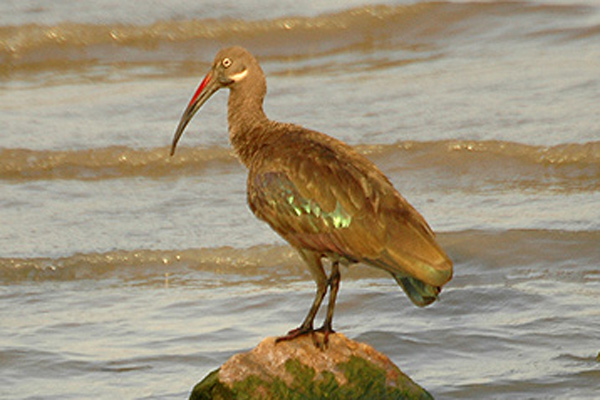
Entebbe, Ouganda
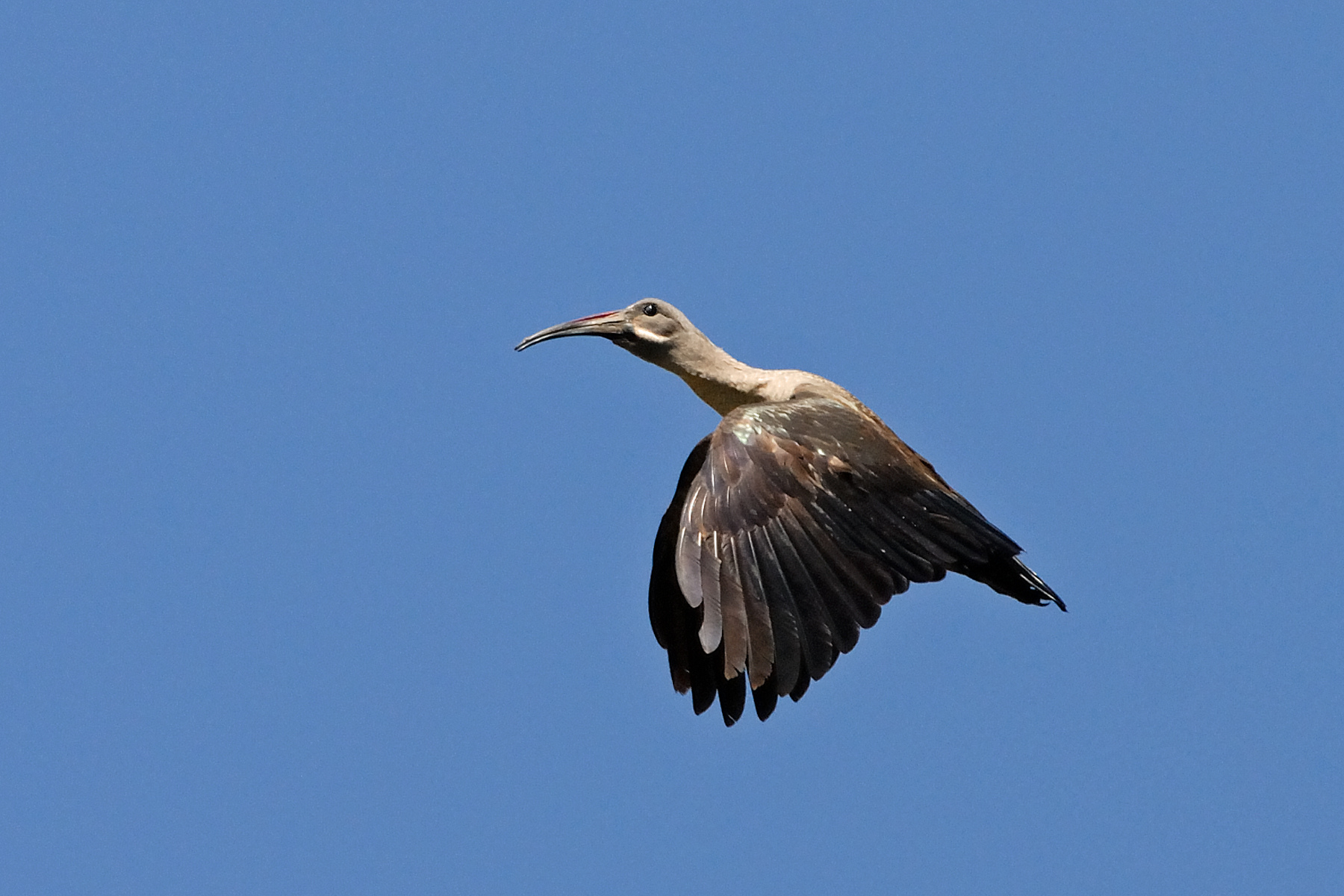
En vol, Afrique du Sud
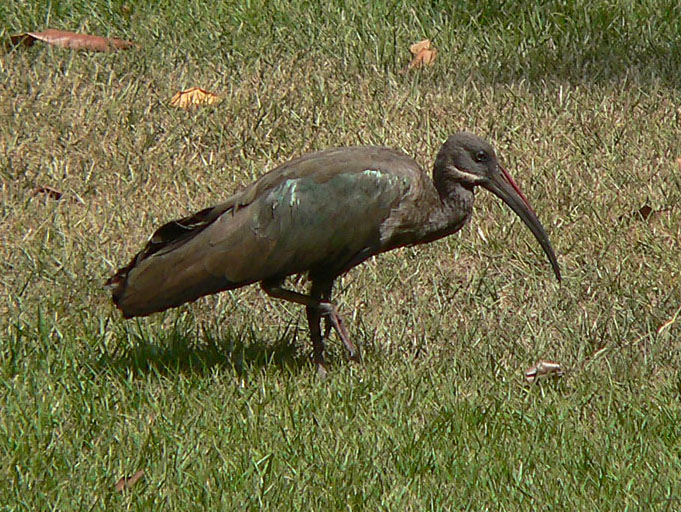
Spécimen plus foncé.
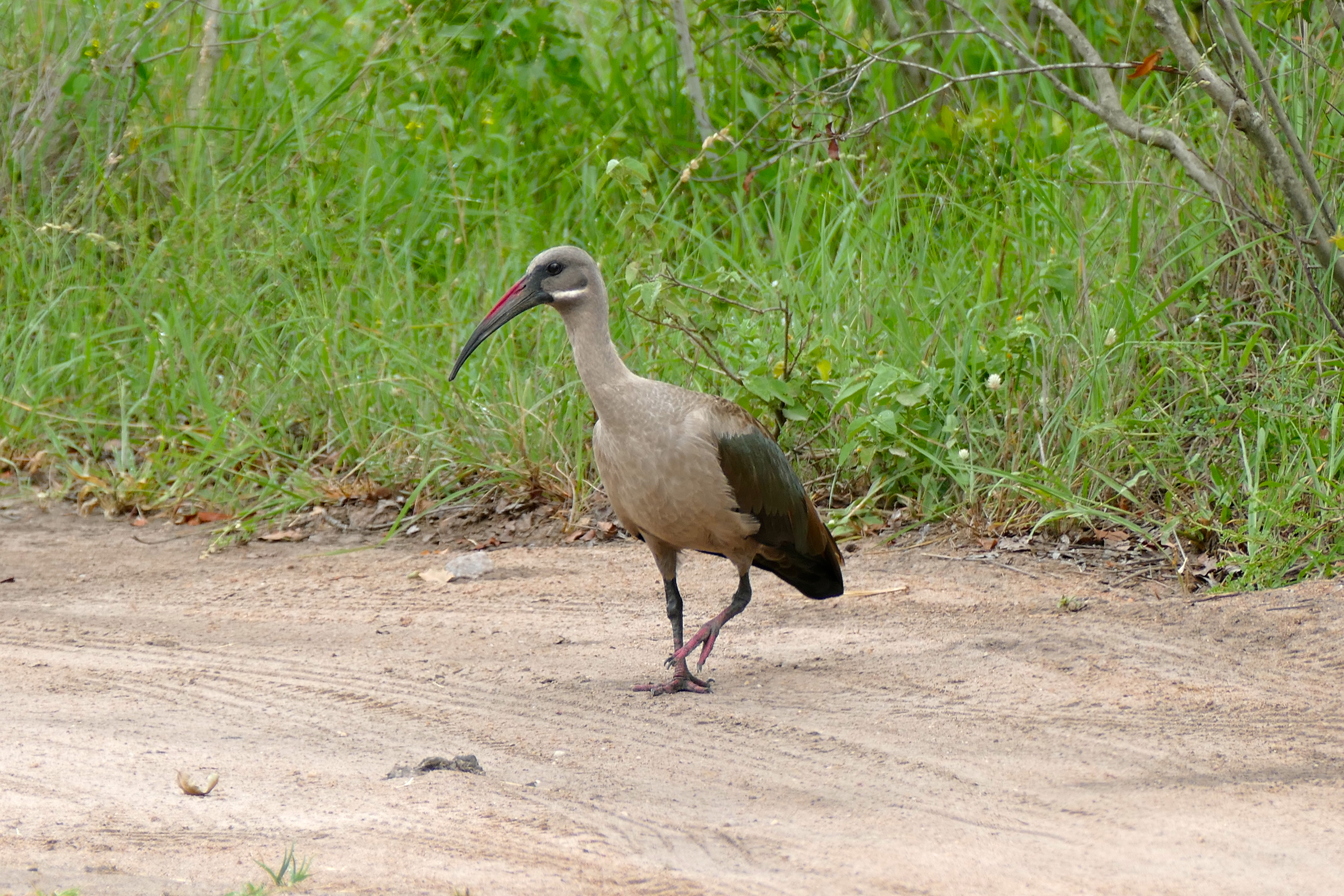
Parc national Kruger, Afrique du Sud
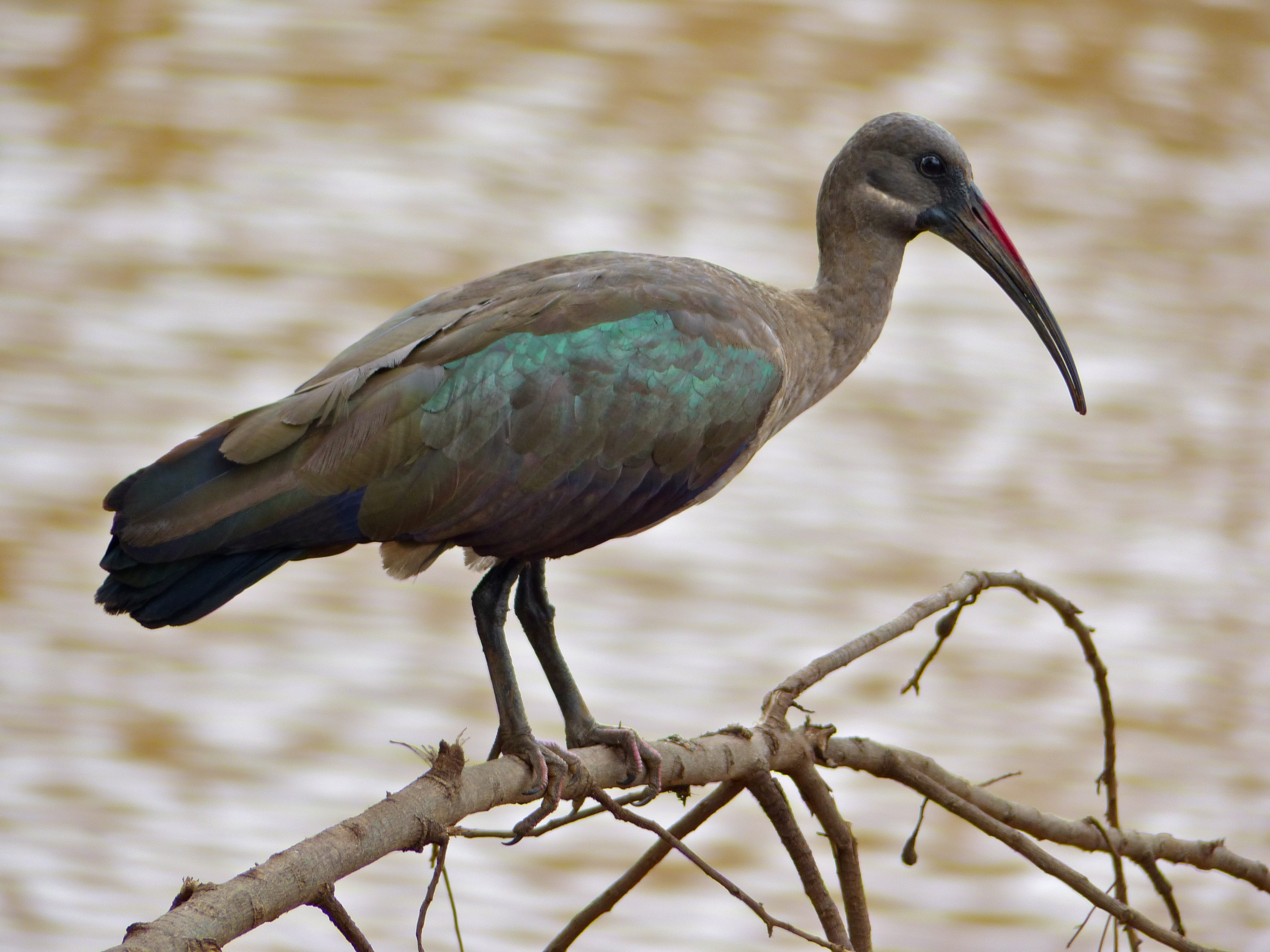
Parc national Kruger, Afrique du Sud
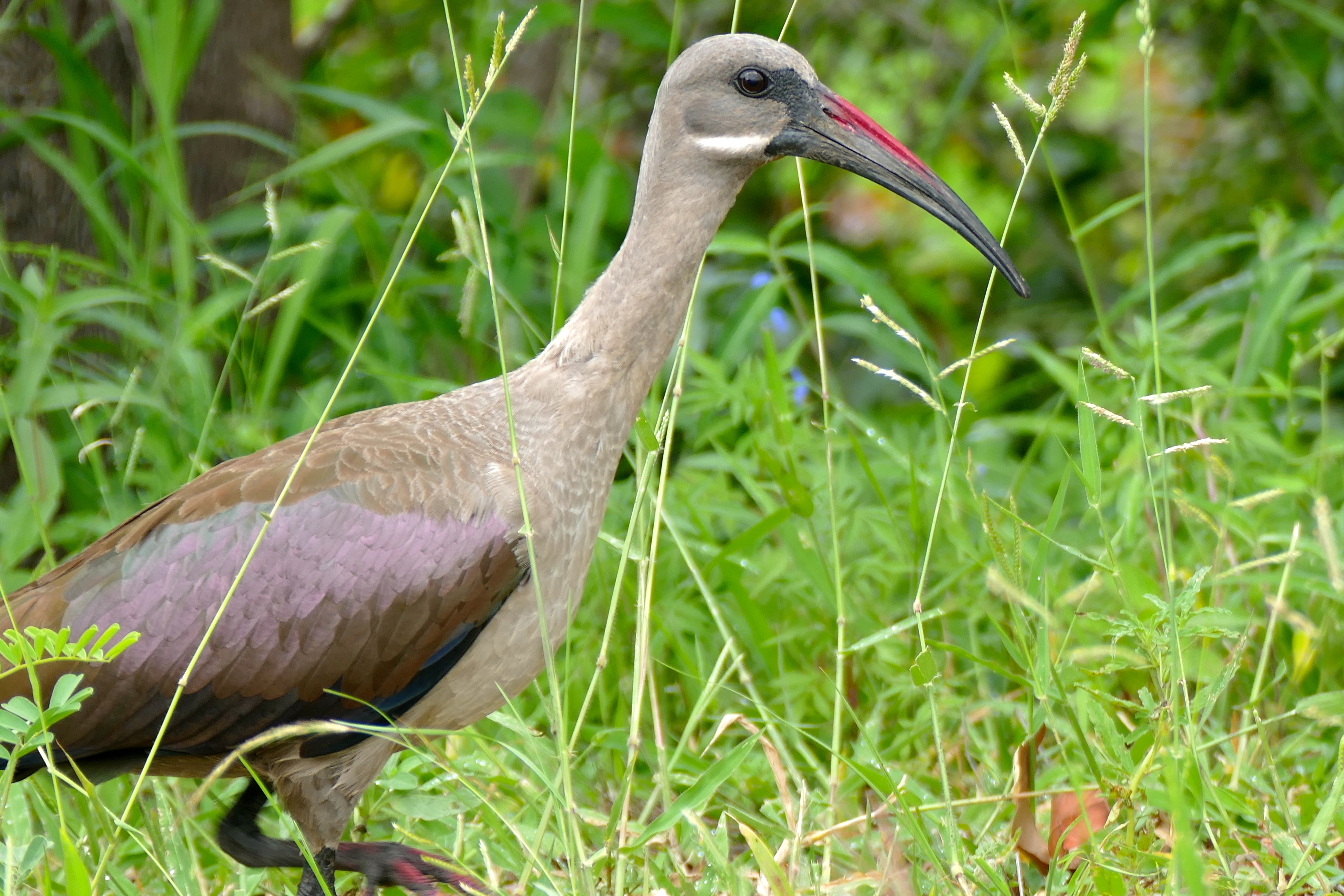
Parc national Kruger, Afrique du Sud
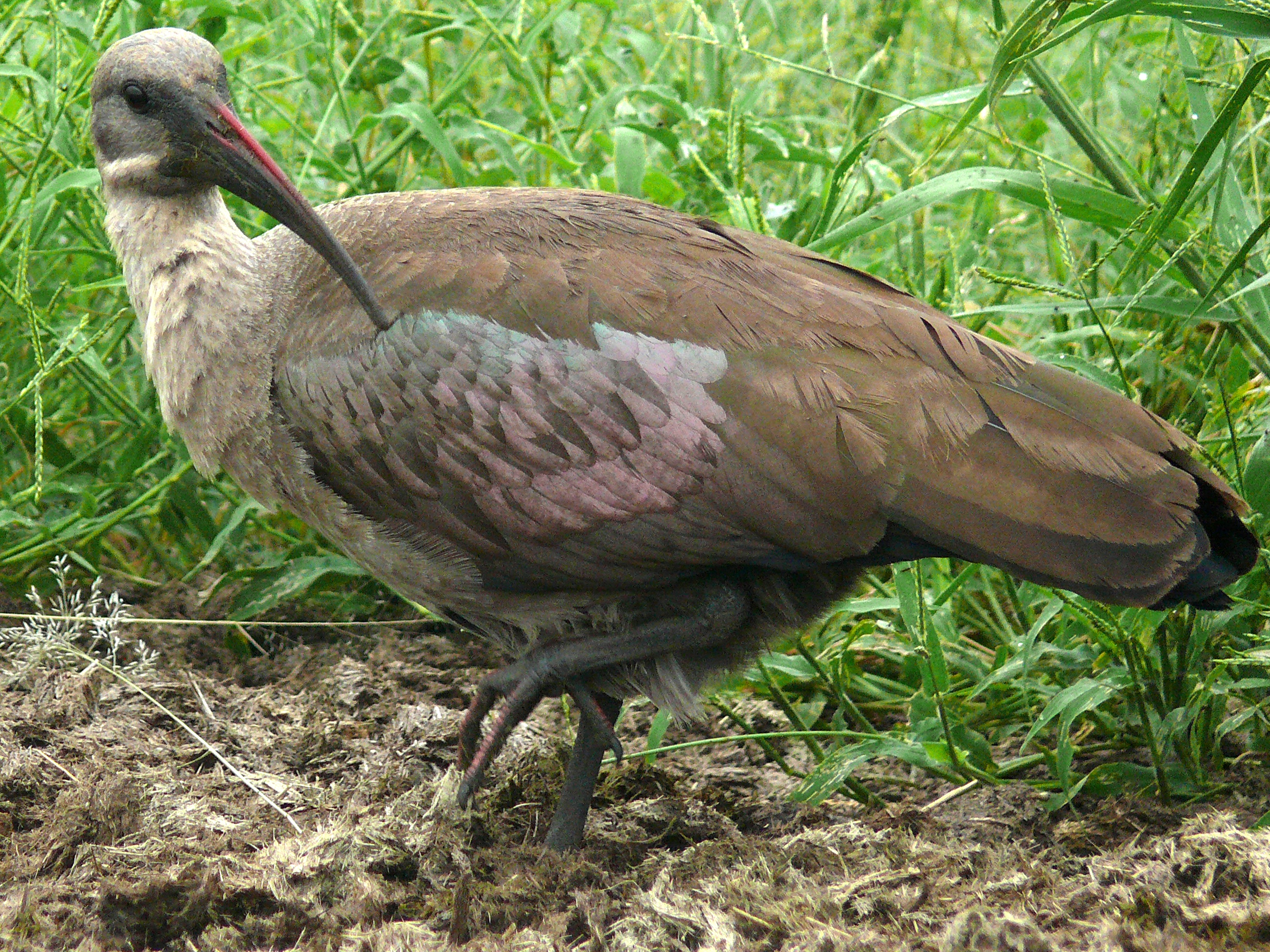
Parc national Kruger, Afrique du Sud
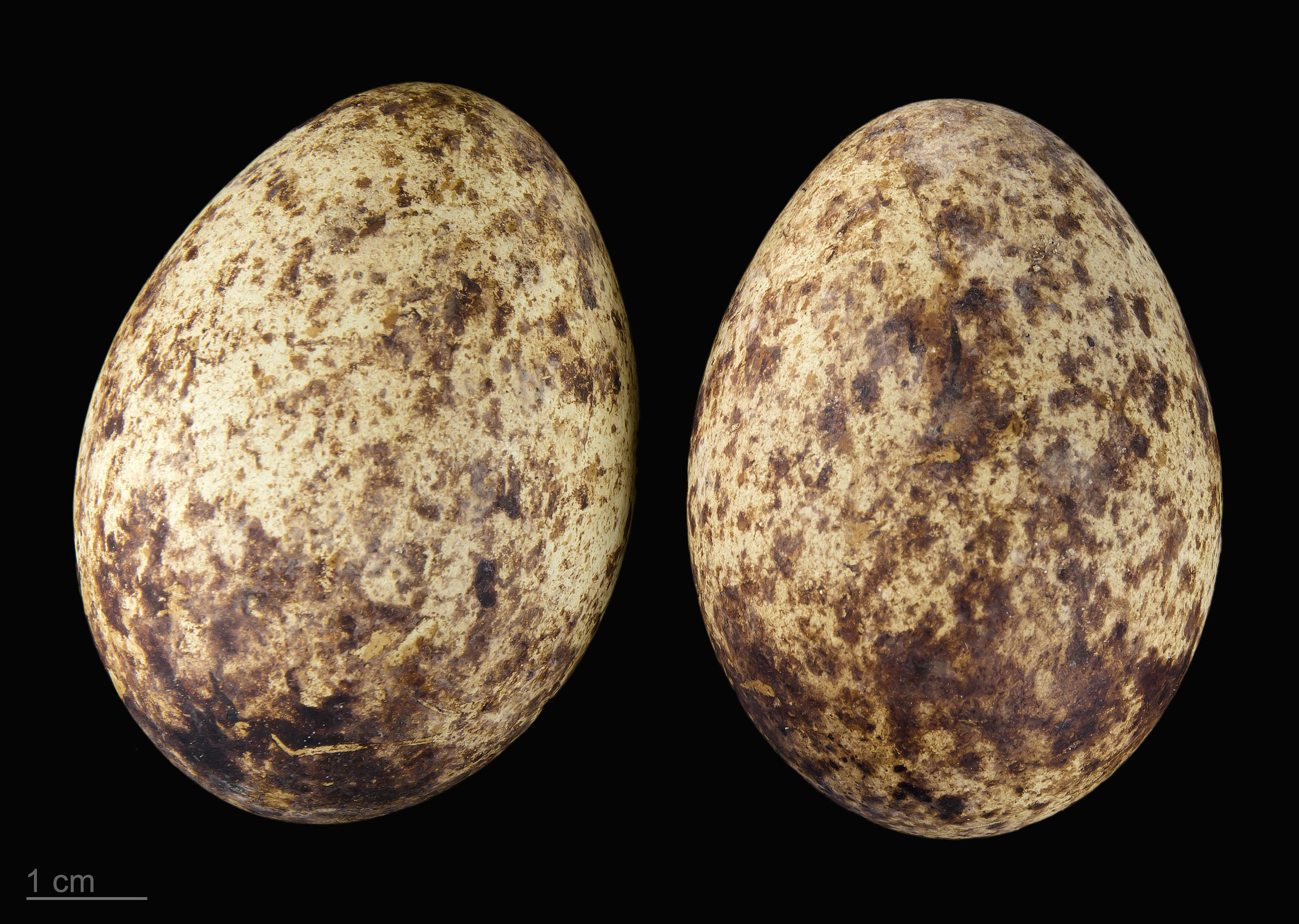
Œufs de Bostrychia hagedash -  Muséum de Toulouse